# Közönséges bűzbogár
A közönséges bűzbogár (Blaps lethifera) a rovarok (Insecta) osztályának a bogarak (Coleoptera) rendjéhez, ezen belül a mindenevő bogarak (Polyphaga) alrendjéhez és a gyászbogárfélék (Tenebrionidae) családjához tartozó faj. Nevét vészhelyzetben kibocsátott, kellemetlen szagú riasztóanyagairól kapta. Köznyelvi elnevezése a rokon fajokkal együtt pincebogár.

## Szaporodása
A nőstények korhadó növényi részek közé helyezik tojásaikat. Lárváik a drótférgekre emlékeztető, hengeres testalkatúak, viszont az előbbiekkel ellentétben testük alul lapított.

## Rendszertani kapcsolatai
Hazánkban 4, egymáshoz elég hasonló Blaps-faj él (Blaps abbreviata, Blaps halophila, Blaps lethifera, Blaps mortisaga). Köztük a karomízek alakulása, a hímek haslemezeinek alakulása és a szárnyfedők alakja alapján lehet különbséget tenni.